# Indonemoura trispina
Indonemoura trispina är en bäcksländeart som beskrevs av Li, W. och Ignac Sivec 2005. Indonemoura trispina ingår i släktet Indonemoura och familjen kryssbäcksländor. Inga underarter finns listade i Catalogue of Life.